# 井手隆司
井手 隆司（いで たかし）は、日本の実業家。

## 経歴
西南学院高等学校を経て、1976年、西南学院大学文学部外国語学科英語専攻を卒業。大学時代は航空部に入部。フォークロックバンドを結成し、ライブ喫茶「照和」に出演するなど、アルバイトをしては、操縦訓練していた。大学3年時には仲間と1000万円をためてアクロバット用の飛行機を購入した。
1976年、キャセイパシフィック航空に入社。1988年9月にブリティッシュ・エアウェイズに、ミドルマネージメントとして入社。1989年から福岡勤務。1992年、九州営業支店長に就任。1991年に地方では初めてとなる福岡・ロンドン線を開設し、1995年に英国航空の全社員の中から選ばれ、PERSON OF THE YEARを東洋人として初めて受賞した。1997年に東日本営業部長の後、1998年6月に日本地区営業部長となった。
1998年12月、大河原順一の後任として スカイマークエアラインズ株式会社代表取締役社長に就任。新規航空会社は全て大手の整備や運航に頼らなければならず、競争環境が大手に有利なため、今日の基礎となる大手からの自立を目指す。その資金調達のため、2000年5月31日にマザーズ上場を果たした。東京証券取引所では、史上初の赤字債務超過の企業の上場だった。2003年1月、井上雅之が社長に就任し、井手は取締役副会長に就任。2009年5月、取締役会長に就任。2010年6月、代表取締役会長に就任。2014年6月、取締役会長に就任。2015年1月28日、代表取締役会長に就任。2015年9月29日、代表取締役会長を退任
2015年12月1日、エアアジア・ジャパンの代表取締役会長に就任。2017年3月、健康上の理由により代表取締役を辞任。2017年12月、会長を辞任。